# 15406 Bleibtreu
15406 Bleibtreu è un asteroide della fascia principale. Scoperto nel 1997, presenta un'orbita caratterizzata da un semiasse maggiore pari a 2,7368499 UA e da un'eccentricità di 0,0168694, inclinata di 4,99792° rispetto all'eclittica.